# Vulgarité
«  Vulgaire » redirige ici. Ne pas confondre avec Vulgare.
 (novembre 2013).
Si vous disposez d'ouvrages ou d'articles de référence ou si vous connaissez des sites web de qualité traitant du thème abordé ici, merci de compléter l'article en donnant les références utiles à sa vérifiabilité et en les liant à la section « Notes et références ».
La vulgarité, au départ, est le caractère de ce qui est commun au plus grand nombre, au peuple. Le mot a évolué dans un sens péjoratif : une caractéristique (de langage, de comportement) chez ceux qui manquent de distinction ou d'éducation, aux yeux du moins de ceux qui estiment faire partie de l'élite de la société, et de nos jours il est similaire à la grossièreté.
Le mot est inventé par Germaine de Staël dans son ouvrage De la littérature considérée dans ses rapports avec les institutions sociales (1800) : « J'ai employé la première un mot nouveau, la vulgarité, trouvant qu'il n'existait pas encore assez de termes pour proscrire à jamais toutes les formes qui supposent peu d'élégance dans les images et peu de délicatesse dans l'expression. ».

## Étymologie
L'origine du mot vient du latin vulgus signifiant « la foule, la multitude ».

## Langage
Les dictionnaires ont créé une hiérarchie de qualificatifs pour les mots du peuple : familier, populaire, vulgaire, trivial, grossier, ordurier, dont il est bien difficile de fixer ou d'apprécier les limites, d'autant plus qu'un mot pourra être considéré comme « vulgaire » dans une région et « commun » dans une autre.
Le vocabulaire du quotidien, de la « rue », regorge d'expressions orales ressenties comme basses, prononcées non par négligence, mais en toute connaissance de cause, dans le but de choquer l'entourage et de s'affirmer. Cette attitude relâchée peut être constatée dès le plus jeune âge, dans les cours de récréation et autres lieux de regroupement social.
À la différence des termes familiers ou argotiques, employés dans un milieu donné et le plus souvent dans la langue parlée et sans volonté de choquer, l'emploi des termes les plus vulgaires entraîne un mauvais regard sur soi par la société, en raison de tabous historiques, moraux, sentimentaux, dont les locuteurs sont du reste pleinement conscients, recherchant cette réprobation des gens en place dans la société, pour mieux s'en démarquer.

## Comportement
La vulgarité n'appartient pas seulement au domaine du langage : elle peut être aussi présente dans la gestuelle ou le comportement général, comme dans les pratiques sociales et les modes de pensée. Elle n'implique plus alors la grossièreté (en imaginant des charretiers au cœur d'or ou des monstres de vulgarité au langage châtié) et peut caractériser des milieux non plébéiens. 
Sur le plan comportemental, la vulgarité se distingue de la grossièreté en ceci que si l'une est fracassante mais curable, l'autre est insidieuse et profondément enracinée. À défaut d'être une catégorie ou un style à part entière, elle tient de la tournure d'esprit et engage la vision du monde. Aucune bribe de vulgarité n'est fortuite. Elle menace directement la dignité.

## Humour
Certains humoristes se réclament expressément de la vulgarité, qu'ils considèrent comme un créneau à occuper, car dédaigné par la plupart de leurs pairs : en France, on peut ainsi mentionner par exemple Jean-Marie Bigard ou Élisabeth Buffet.

## Chanson
- Michel Bühler a chanté sa vision de la vulgarité dans sa chanson Vulgaire.
- Koxie a été la chanteuse d'une chanson sur le thème de la vulgarité (Garçon connu aussi sous le titre de Gare aux cons).

## Pathologie
Certaines affections mentales, syndrome de Gilles de La Tourette par exemple, ou certaines formes de la dépression, sont souvent la cause de débordements d'injures et d'expressions vulgaires (coprolalie), involontairement proférées.